# Bajram Rexhepi
Bajram Rexhepi (en serbio: Bajram Redžepi) (Kosovska Mitrovica; 3 de junio de 1954-Estambul; 21 de agosto de 2017) fue un médico y político kosovar. Después de la guerra se convirtió en primer ministro de Kosovo.

## Biografía
Se graduó en la Universidad de Pristina y completó sus estudios de postgrado en la Universidad de Zagreb en 1985. Pasó la mayor parte de su carrera trabajando como cirujano. 
Durante el conflicto de 1999, Rexhepi se unió al Ejército de Liberación de Kosovo, donde pasó tres meses como médico. Fue miembro del segundo partido político más importante del país, el Partido Democrático de Kosovo. En las elecciones generales de noviembre de 2001 en Kosovo, su partido obtuvo el 25,7 % de los votos, el segundo después de Ibrahim Rugova, de la Liga Democrática de Kosovo, y Rexhepi fue nombrado primer ministro por la Asamblea de Kosovo el 4 de marzo de 2002. En las siguientes elecciones generales, celebradas el 24 de octubre de 2004, el Partido Democrático de Kosovo volvió a obtener el segundo lugar, con treinta escaños en el parlamento. 
Rexhepi fue considerado un político moderado, y afirmó que uno de sus objetivos más importantes sería la de «promover la tolerancia étnica y la reconciliación». 
Falleció el 21 de agosto de 2017 a los 63 años, a causa de un derrame cerebral en Estambul, Turquía.